# Stictocephala bisonia
La cicadella bisonte (Stictocephala bisonia Kopp e Yonke, 1977) è un insetto rincote della famiglia Membracidae originario del Nord America. Il nome deriva dalla sua forma che ricorda un bisonte americano, data dal pronoto triangolare con la parte basale espansa verso il capo. Le sue punture di nutrizione possono causare danni alla vite, gravi soprattutto sulle piantine in vivaio.
È stata a lungo indicata con il nome di Ceresa bubalus, membracide diffuso nell'America centrale ma mai giunto in Europa. L'equivoco è stato chiarito a seguito di una revisione sistematica nel 1977.

## Descrizione
L'adulto misura 8-10 mm di lunghezza ed è di colore verde – ocraceo. Sul pronoto sono presenti due processi appuntiti sui lati ed una aguzza prominenza carenata centrale volta all'indietro.
Le ninfe sono simili agli adulti, di colore verde ma sono sprovviste di ali.

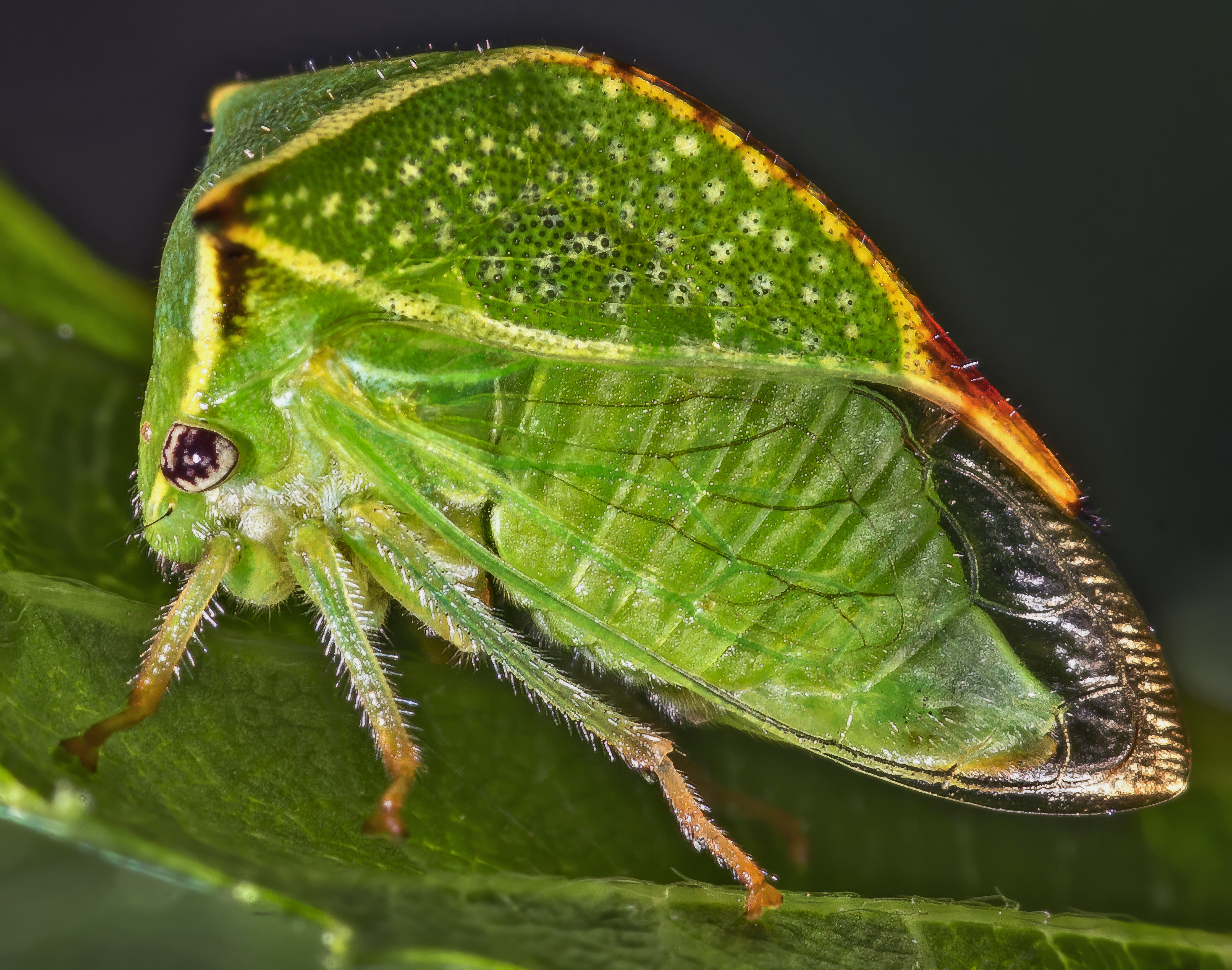
Stictocephala bisonia Vista laterale
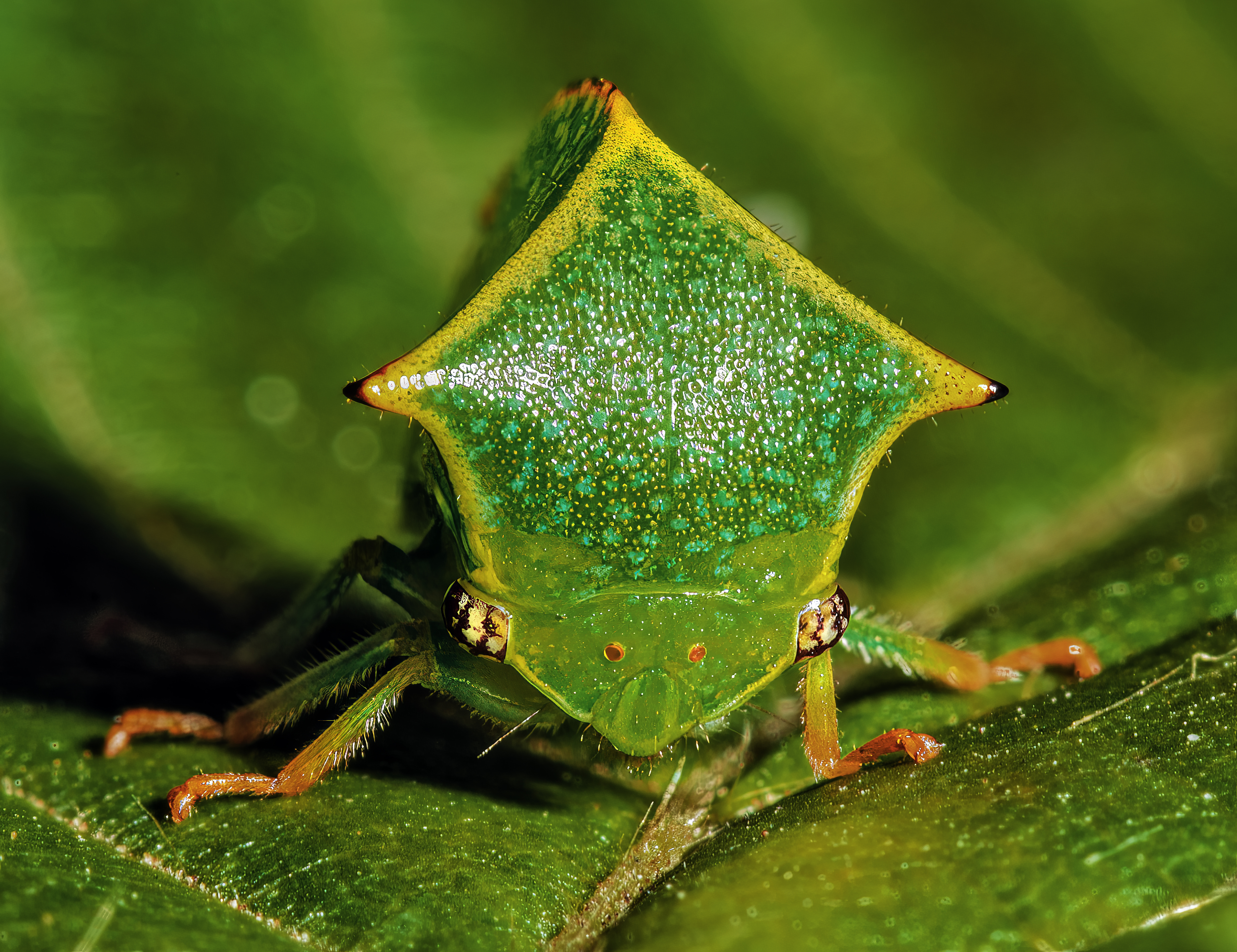
Vista frontale
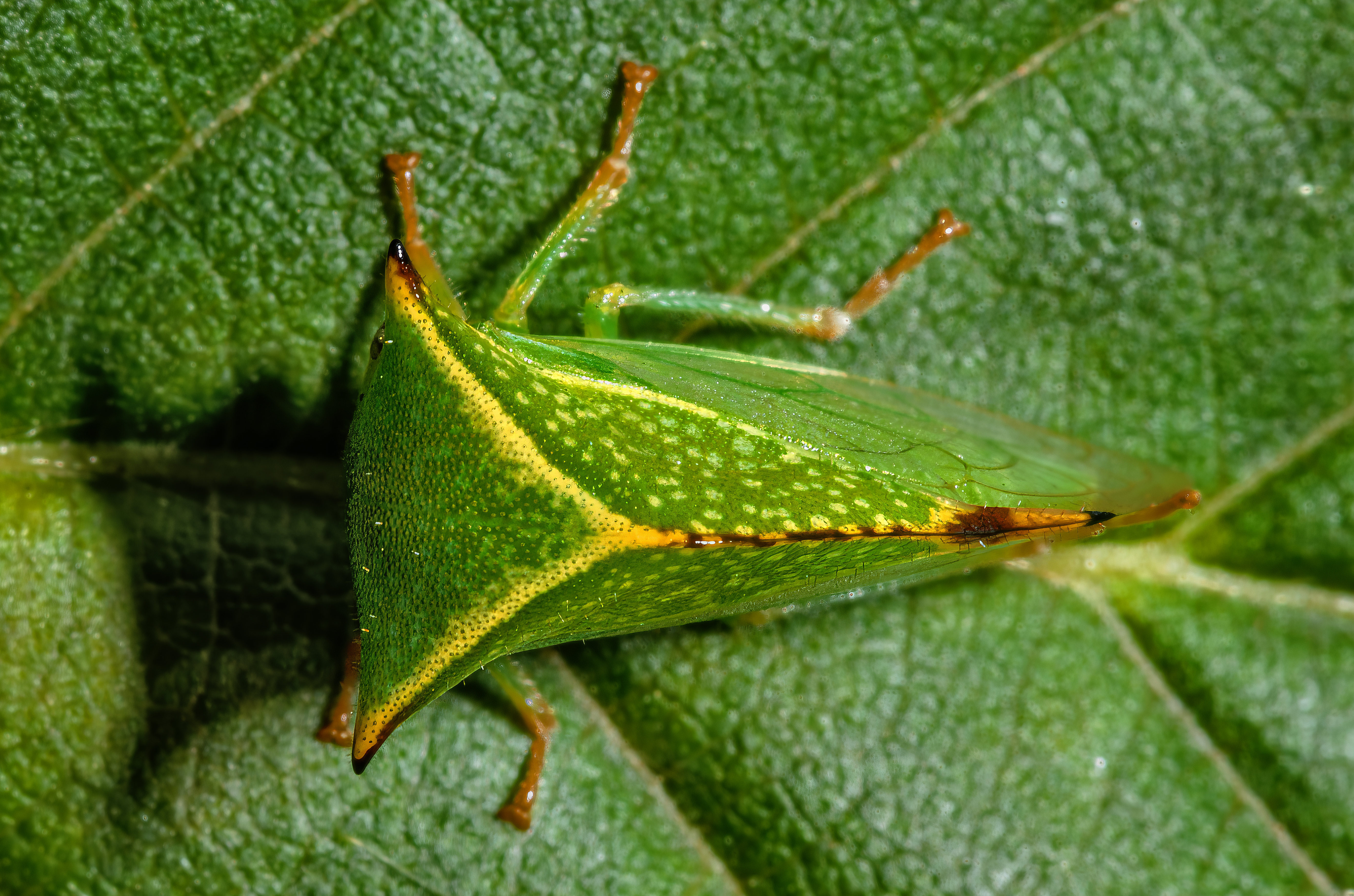
Vista dorsale

## Distribuzione e habitat
È un insetto di origine nordamericana, ormai diffusa in tutta l'Europa meridionale. In Italia è diffuso specialmente nelle regioni settentrionali.

## Biologia
Stictocephala bisonia sverna come uovo nei tessuti corticali dei rametti della vite e di altre piante arboree ed arbustive (fruttiferi, biancospino, salice, pioppo, frassino, noce). In primavera, verso aprile–maggio, le neanidi si lasciano cadere al suolo e migrano verso le foglie di piante spontanee (in particolare fabacee come medica e trifoglio) dove si nutrono succhiando la linfa floematica e dove compiono molte mute. La maturità viene raggiunta in 6-8 settimane circa; verso il mese di luglio compaiono quindi gli adulti che si spostano sulla vite ed esercitano l'attività trofica sui tralci, sul picciolo delle foglie e sul rachide del grappolo. I maschi attraggono le femmine producendo un suono non udibile dagli esseri umani. Verso la fine dell'estate e fino all'autunno le femmine praticano delle incisioni sulla corteccia della vite o delle altre piante ospiti tramite il robusto ovopositore e depongono 6-12 uova; ogni femmina può deporre da 100 a 200 uova complessivamente. Le incisioni, lunghe 3-4 mm sono generalmente disposte a coppie parallele rispetto all'asse del rametto. La cicadella bisonte compie una sola generazione annua.

## Danni

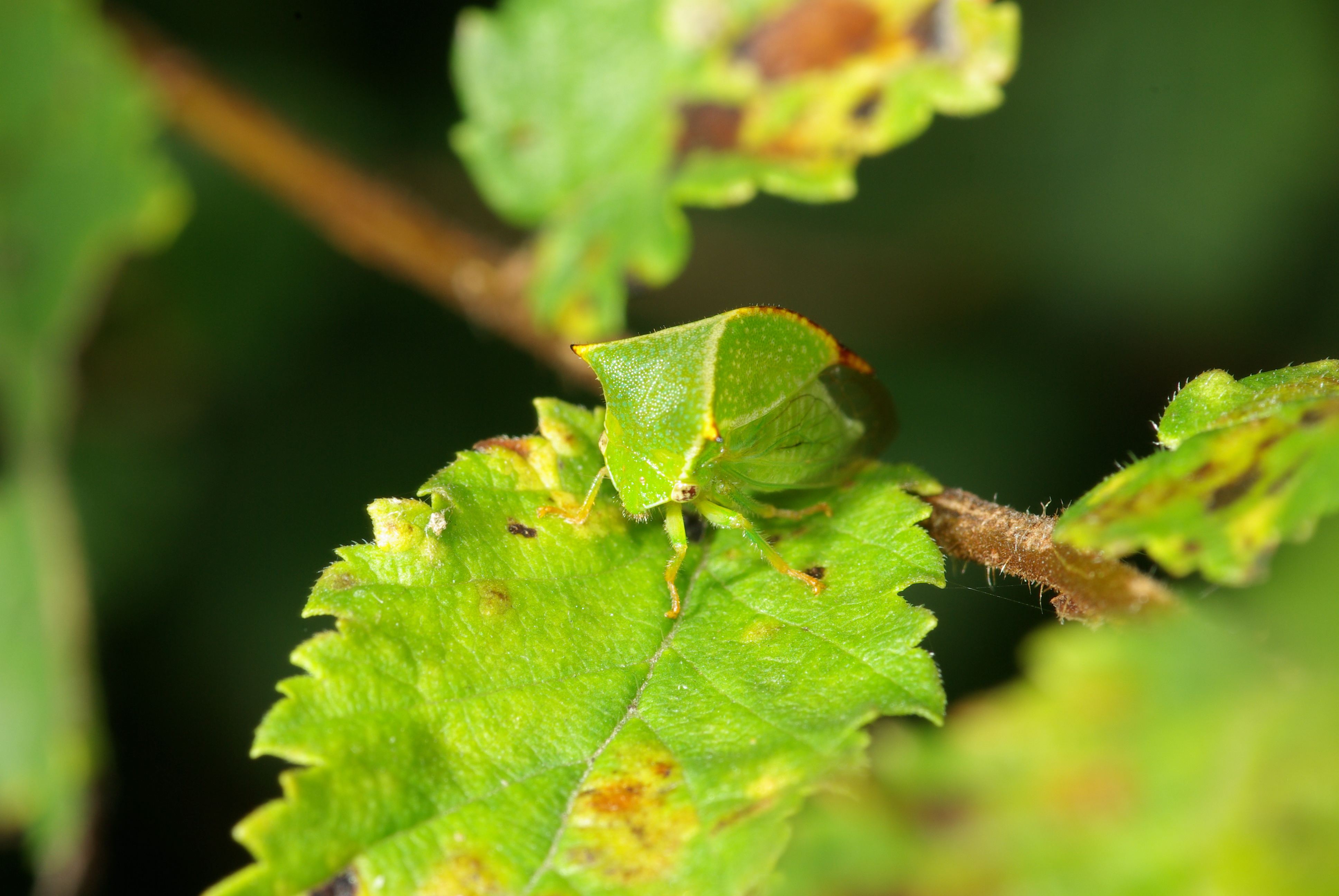

I danno è causato dalle punture di nutrizione operate dall'insetto sulla pianta per suggere la linfa floematica.
Sui tralci di vite non lignificati le punture di suzione, compiute ad anello, causano la comparsa di una strozzatura anulare sugli internodi. In alcuni casi, la reazione dei tessuti provoca la formazione di un ingrossamento tumorale. La vegetazione che sovrasta la parte colpita assume una colorazione giallastra o rossastra e le foglie si accartocciano verso la pagina inferiore. Questo tipo di danno è generalmente trascurabile sulle viti in produzione mentre può causare ritardi della crescita sulle piante giovani e in vivaio.
Le strozzature anulari possono comparire occasionalmente anche sui grappoli, con la parte sottostante la strozzatura che non matura e si mantiene verde.
Danni possono essere causati anche dalle ovideposizioni, infatti la deposizione delle uova tramite l'ovopositore nei giovani rametti può provocare la formazione di piccoli cancri, oppure può ostacolare il normale sviluppo dei tessuti oltre ad aprire la via ad infezioni di vario genere.

## Lotta

### Lotta agronomica
È consigliabile asportare e bruciare i rami che presentano segni di ovideposizioni durante la potatura (i siti di ovideposizione appaiono come rigonfi e disposti in doppia fila). L'ovideposizione può essere ostacolata applicando fasce invischiate attorno ai tronchi allo scopo di impedire la risalita delle femmine in procinto di riprodursi. Nei vivai e negli impianti giovani è consigliabile eliminare le erbe spontanee (in particolare fabacee), mentre negli impianti inerbiti è opportuno eseguire sfalci periodici per limitare lo sviluppo delle forme giovanili dell'insetto.

### Lotta chimica
La lotta verso gli adulti, per limitare i danni alle giovani piante. è difficoltosa anche effettuando un elevato numero di interventi chimici. Su piante in produzione la lotta chimica è raramente giustificata, per i lievi danni arrecati dall'insetto.

### Lotta biologica
L'imenottero mimaride Polynema striaticorne può essere impiegato nella lotta biologica in quanto parassita oofago della cicadella bisonte.